# Cojeul British Cemetery
Cojeul British Cemetery is een Britse militaire begraafplaats met gesneuvelden uit de Eerste Wereldoorlog. Ze is gelegen aan een landweg in de Franse gemeente Saint-Martin-sur-Cojeul (departement Pas-de-Calais) op ruim 1 km ten zuidoosten van het dorpscentrum (Église Saint-Martin). De begraafplaats werd ontworpen door Edwin Lutyens en wordt onderhouden door de Commonwealth War Graves Commission.
De begraafplaats heeft een rechthoekig grondplan met een oppervlakte van 1.043 m² en wordt omsloten door een natuurstenen muur afgedekt met witte dekstenen. Vanaf de weg leidt een pad van circa 20 m naar de zuidelijke hoek van de begraafplaats waar twee paaltjes de open toegang markeren. Aan beide korte zijden van het terrein is een verhoogd platform aangelegd. Het Cross of Sacrifice staat centraal op het platform bij de noordwestelijke muur begrensd door twee plantenbakken. In de hoek recht tegenover de toegang staat een rustbank en een tweede staat centraal tegen de zuidelijke muur. Bij de noordelijke muur staat een herinneringskruis voor de 64th Brigade die op 9 april 1917 een deel van de Hindenburglinie veroverden.
Op de begraafplaats worden 349 doden herdacht waaronder 35 niet geïdentificeerde. 

## Geschiedenis
St. Martin-sur-Cojeul werd op 9 april 1917 door de 30th Division ingenomen maar gedurende het Duitse lenteoffensief in maart 1918 werd het door hen veroverd. In augustus daaropvolgend werd het dorp door de Britten definitief heroverd. Deze frontbegraafplaats werd in april 1917 door de Burial Officer van de 21st Division aangelegd en door gevechtseenheden gebruikt tot oktober van dat jaar. Ze werd zwaar beschadigd tijdens latere gevechten.
De 315 geïdentificeerde slachtoffers zijn Britten. Eenendertig doden wier graven door artillerievuur werden vernietigd worden met Special Memorials herdacht.

## Minderjarige militair
- soldaat Harry Pitt Salmon (King's Own Yorkshire Light Infantry) was 16 jaar toen hij op 9 april 1917 sneuvelde.

## Onderscheiden militairen
- Arthur Henderson, kapitein bij de Argyll and Sutherland Highlanders werd onderscheiden met het Victoria Cross en het Military Cross (VC, MC).
- Horace Waller, soldaat bij de King's Own Yorkshire Light Infantry werd onderscheiden met het Victoria Cross (VC).
- Archibald Graham Spark, kapitein bij de King's Own Yorkshire Light Infantry werd onderscheiden met het Military Cross (MC).
- de sergeanten Joseph Blake, Percy Heat en Alfred Pharoah; de korporaals William Mates en Fred Blakeley; geleider Frank Miller en de soldaten Horace Frank Preece, Albert Silvester en George William Croft werden onderscheiden met de Military Medal (MM). Laatstgenoemde werd ook onderscheiden met het Franse Croix de Guerre met Palm.